# Japan Agency for Marine-Earth Science and Technology
La Japan Agency for Marine-Earth Science and Technology (en abrégé JAMSTEC), en français l'Agence japonaise pour les géosciences et technologies marines ((国立研究開発法人海洋研究開発機構 Kokuritsu-Kenkyū-Kaihatsu-Hōjin Kaiyō Kenkyū Kaihatsu Kikō), est un institut national japonais de recherche sur les sciences et technologies de la mer et de la terre. Il a été fondé en tant que Japan Marine Science and Technology Center (海洋 科学 技術 セ ン タ) en octobre 1971 et est devenu une institution administrative indépendante administrée par le Ministère de l'Éducation, de la Culture, des Sports, des Sciences et de la Technologie (文部科学省 Monbu-kagaku-shō) (MEXT) en avril 2004.

## Projets

### Projets internationaux
- Réseau de l'océanographie géostrophique en temps réel (ARGO)
- Programme mondial de recherches sur le climat (CLIVAR (en))
- Système mondial des systèmes d'observation de la TerreTerre (GEOSS)
- Système mondial d'observation de l'océan (GOOS (en))
- Programme scientifique international de forages continentaux (ICDP)
- Programme des marges internationales (InterMARGINS)
- Initiative de coopération internationale dans les études de crêtes de crêtes (InterRidge)
- Programme intégré de forage océanique (IODP)
- North Pacific Marine Science Organization (en) (PICES)

## Équipement
JAMSTEC possède actuellement les navires et les véhicules suivants pour la recherche marine :
- Navires de recherche :  RV Kaimei, RV Shinsei Maru,
- Navire de soutien : RV Yokosuka,
- Navire océanographique : RV Mirai,
- Navire de recherche hauturière : RV Kairei,
- Navire de forage en haute mer : Chikyū,

- Diving support vessel (en) : DSV Shinkai 6500,
- Robot sous-marin autonome (AUV) : AUV Urashima[3],REMUS (AUV) (en) 6000
- Véhicule sous-marin téléguidé (ROV) : ROV Hyper-Dolphin (1999-), Kaikō 7000-II (2006-), Kaikō Mk-IV (2013-) et ABISMO (en)
- Système d'étude des fonds océaniques profonds : Deep Tow[4]

| Anciens navires : - RV Tansei Maru (1982-2004) - RV Kaiyo (1985-2015) - RV Natsushima (1981-2016) | Anciens engins de recherches : - Shinkai (HU 06) (1970-1981) - DSV Shinkai 2000 (1981-2002 ) - ROV Dolphin-3K (1988-2002) - ROV Kaikō (1993-2003) - ROV Kaikō 7000 (2004-2006) |

## Installations
JAMSTEC a son siège à Yokosuka et est basée à cinq autres endroits :
- Institut des sciences de la Terre de Yokohama (YES) à Yokohama,
- Institut Mutsu pour l'océanographie (MIO) à Mutsu, Préfecture d'Aomori,
- Institut Kochi pour la recherche sur échantillons de base (KOCHI) à Kōchi,
- Centre mondial de données océanographiques (GODAC) à Nago, Préfecture d'Okinawa,
- Bureau de Tokyo[5].

## Galerie

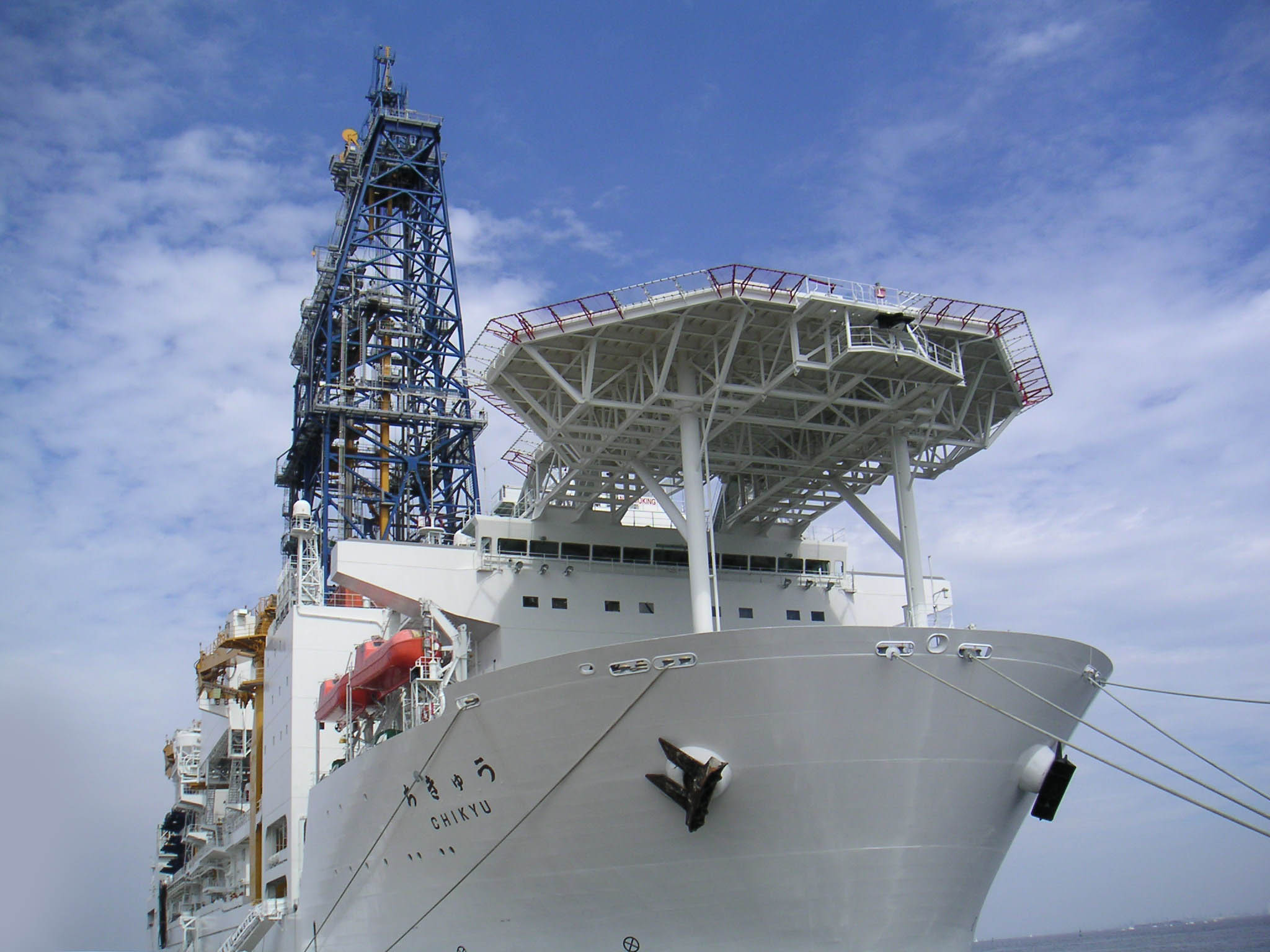
Chikyu
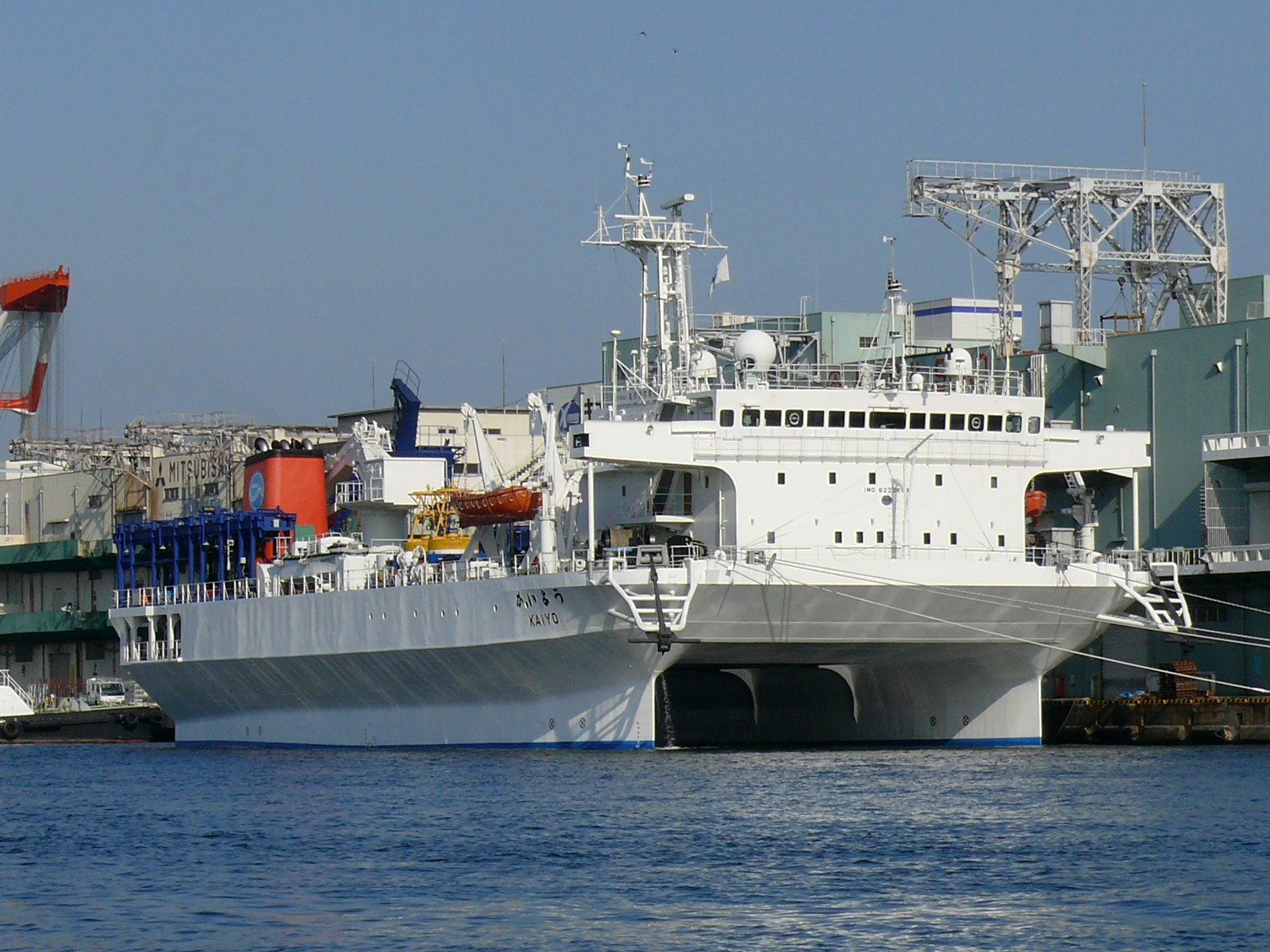
RV Kaiyo
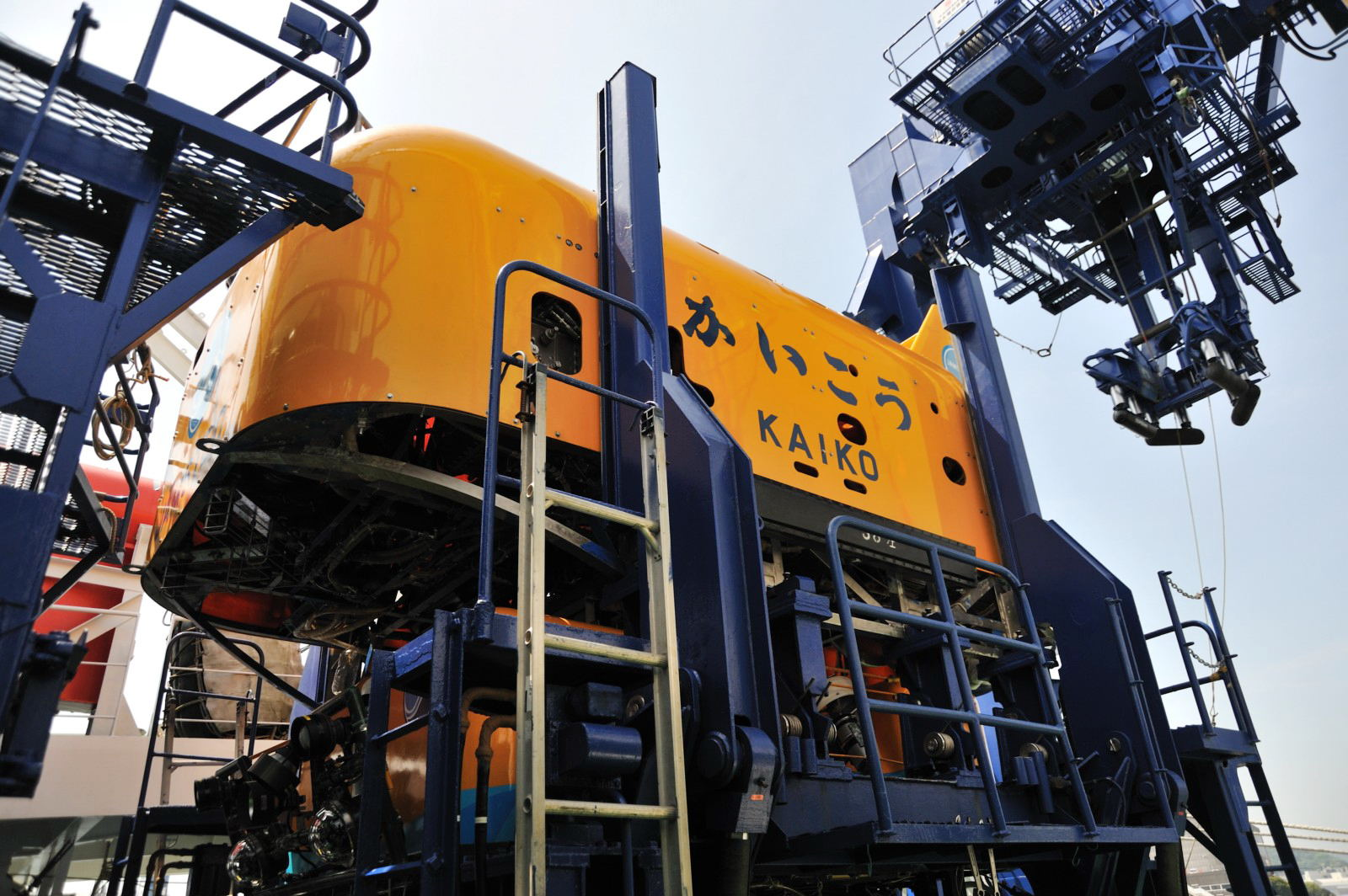
ROV Kaikō
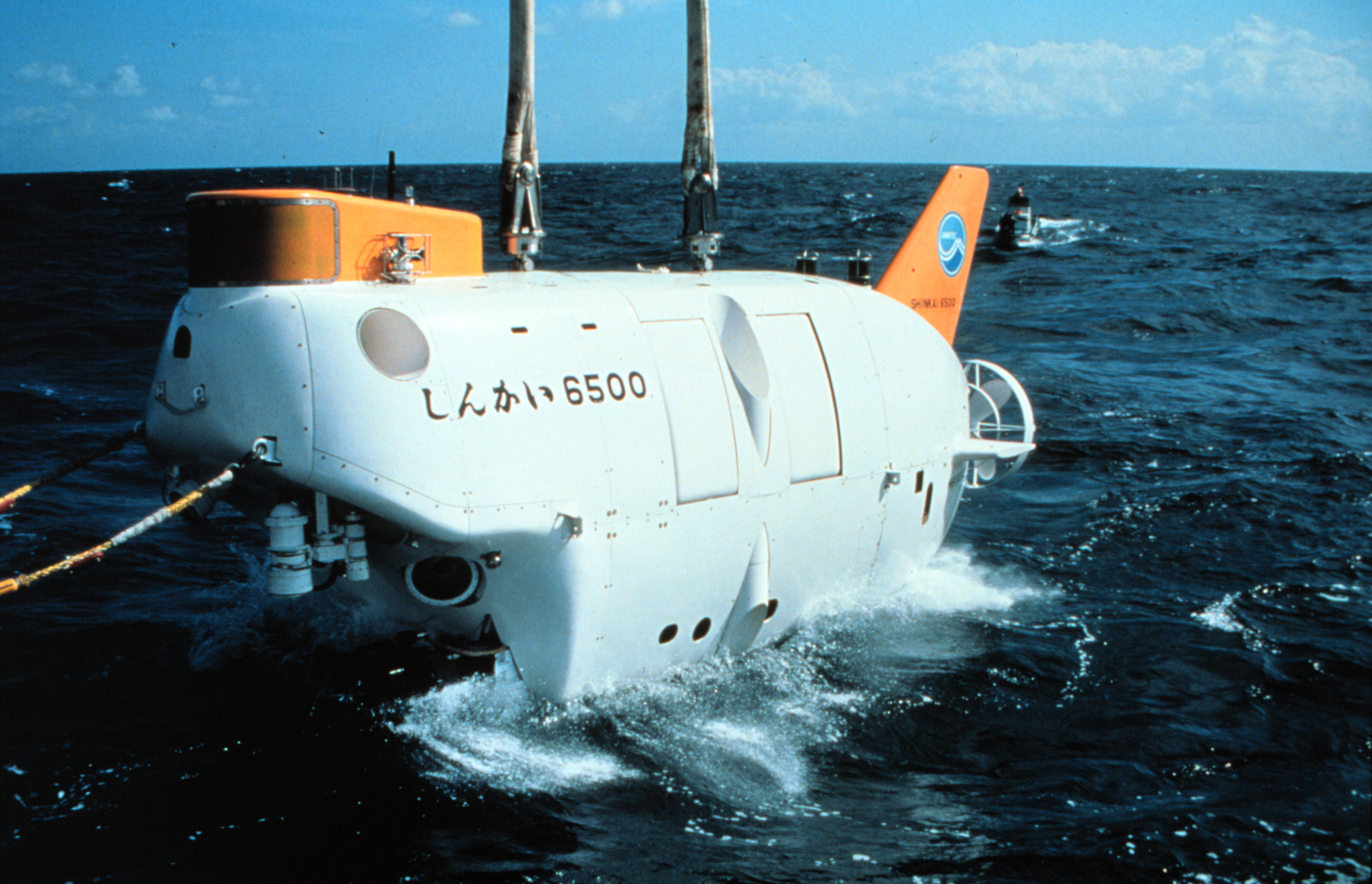
DSV Shinkai 6500

### Note et référence
1. ↑  Organisation de la JAMSTEC
2. ↑  Equipement de la JAMSTEC
3. ↑  Platform Urashima
4. ↑  Deep Ocean Floor Survey System DEEP TOW
5. ↑  Tokyo Office -Jamstec

- (en) Cet article est partiellement ou en totalité issu de l’article de Wikipédia en anglais intitulé « Japan Agency for Marine-Earth Science and Technology » (voir la liste des auteurs).